# Kahl (Familienname)
Kahl ist ein deutscher Familienname.

## Namensträger
- Alexander Kahl (* 1993), deutscher Florettfechter
- Alfred Kahl (1877–1946), deutscher Lehrer und Protistenkundler
- Annette Kahl (* 1972), deutsche Rollstuhlbasketballspielerin
- Armin Kahl, deutscher Musicaldarsteller
- Arno Kahl (* 1970), österreichischer Rechtswissenschaftler und Universitätsprofessor
- Béatrice Kahl (* 1972), deutsche Jazzkeyboarderin
- Brigitte Kahl (* 1950), deutsche evangelische Theologin und Hochschullehrerin
- Bruno Kahl (* 1962), deutscher Jurist, BND-Präsident
- Eric Kahl (* 2001), thailändisch-schwedischer Fußballspieler
- Ernst Kahl (1949–2025), deutscher Cartoonist, Maler und Autor
- Eugen Kahl (1912–1944), deutscher Fußballspieler
- Fabian Kahl (* 1991), deutscher Kunst- und Antiquitätenhändler
- Fritz Kahl (Politiker) (1859–1942), deutscher Gewerkschafter und Politiker (SDAP/SPD)
- Fritz Kahl (Mediziner) (1895–1974), deutscher Arzt
- Georg-Friedrich Kahl (1936–2019), deutscher Arzt, Pharmakologe und Toxikologe
- Gerhard Kahl (* 1957), österreichischer Physiker
- Gernot Kahl (1933–2000), deutscher Pianist und Hochschullehrer
- Gertrud Kahl-Furthmann (1893–1984), deutsche Schriftstellerin, Philosophin und Kunsthistorikerin
- Günter Kahl (1943–2023), deutscher Journalist
- Hans-Dietrich Kahl (1920–2016), deutscher Historiker
- Harald Kahl (* 1941), deutscher Politiker (CDU), MdB
- Heinrich Kahl (1812–1864), deutscher Instrumentalmusiker, Chorleiter und Musikpädagoge
- Helmuth Kahl (1901–1974), deutscher Moderner Fünfkämpfer
- Inge Kelm-Kahl (* 1958), Ärztin, Medizinjournalistin und Autorin
- Iris Kolhoff-Kahl (1963–2025), deutsche Pädagogin und Hochschullehrerin
- Jens Kahl (* 1961), deutscher Sportwissenschaftler
- Joachim Kahl (* 1941), deutscher Publizist und Dozent
- Jochem Kahl (* 1961), deutscher Ägyptologe
- Josef Kahl (1913–1942), tschechoslowakischer Skispringer
- Kari Kahl-Wolfsjäger (* 1942), norwegisch-deutsche Kultur- und Musikmanagerin
- Karl Kahl (1873–1938), deutschbaltisch-russischer Landschaftsmaler der Düsseldorfer Schule
- Karl-Heinz Kahl (1927–1983), deutscher Motorbootrennfahrer
- Konrad Kahl (1914–1985), Schweizer Innenarchitekt, Unternehmer und Literat
- Kurt Kahl (1929–2012), österreichischer Journalist und Buchautor
- Luca Finn Kahl (* 1997), deutscher Basketballspieler
- M. Philip Kahl (1934–2012), US-amerikanischer Biologe
- Margrit Kahl (1942–2009), deutsche Konzept- und Prozesskünstlerin
- Matthias Kahl (* 1976), deutscher Beamter, Staatssekretär
- Milt Kahl (1909–1987), US-amerikanischer Animator
- Niklas Kahl (* 1988), deutscher Rock- und Metal-Schlagzeuger
- Oscar Kahl (* 1997), thailändisch-schwedischer Fußballspieler
- Paul Kahl (Philologe) (geb. 1975), deutscher Philologe und Literaturhistoriker
- Paul Kahl (Rugbyspieler), australischer Rugbyspieler
- Peter W. Kahl (* 1929), deutscher Anglist, Erziehungswissenschaftler und Fachdidaktiker
- Regine Kahl (1942–2017), deutsche Toxikologin
- Reinhard Kahl (Journalist) (* 1948), deutscher Journalist, Autor und Erziehungswissenschaftler
- Reinhard Kahl (Politiker) (* 1948), deutscher Politiker (SPD)
- Rolf Kahl, Schriftsteller
- RP Kahl (Rolf Peter Kahl; * 1970), deutscher Schauspieler, Regisseur und Filmproduzent
- Sören Kahl (* 1964), deutscher Sänger christlicher Popmusik
- Thede Kahl (* 1971), deutscher Slawist und Hochschullehrer
- Werner Kahl (* 1962), deutscher Theologe
- Wilhelm Kahl (1849–1932), deutscher Rechtswissenschaftler und Politiker (DVP)
- Willi Kahl (1893–1962), deutscher Musikwissenschaftler
- Wolf Kahl (1950–2016), deutscher Jurist, Präsident des Brandenburgischen Oberlandesgerichtes
- Wolfgang Kahl (Autor) (* 1951), deutscher Autor
- Wolfgang Kahl (Jurist) (* 1965), deutscher Jurist und Hochschullehrer